# یو توکوی
یو توکوی (انگلیسی: Yu Tokui؛ زادهٔ ۲۸ سپتامبر ۱۹۵۹) بازیگر اهل ژاپن است.
از فیلم‌ها یا برنامه‌های تلویزیونی که وی در آن نقش داشته‌است می‌توان به من این کار را نکردم اشاره کرد.